# Ставри-Кая
Ставри́-Кая́ (укр. Ставрі-Кая, крымскотат. Stavri Qaya, Ставри Къая) — мощный, похожий на башню утёс на хребте отроге Ялтинской яйлы, скала с крутыми обрывами на север, восток и юг. Вершина слегка округлена. Расположена в 2 км от западной окраины Ялты. Высота 663 м. Название имеет смешанное греко-тюркское происхождение: ставрос — «крест» в переводе с греческого (он некогда стоял и сейчас восстановлен на этой скале), кая — «скала» в переводе с крымскотатарского.
От Ялты до Ставри-Кая идет Боткинская тропа, от Ялтинской яйлы — Ставрикайская тропа, от водопада Учан-Су — Штангеевская тропа.